# 개인숭배와 그 결과들에 대하여

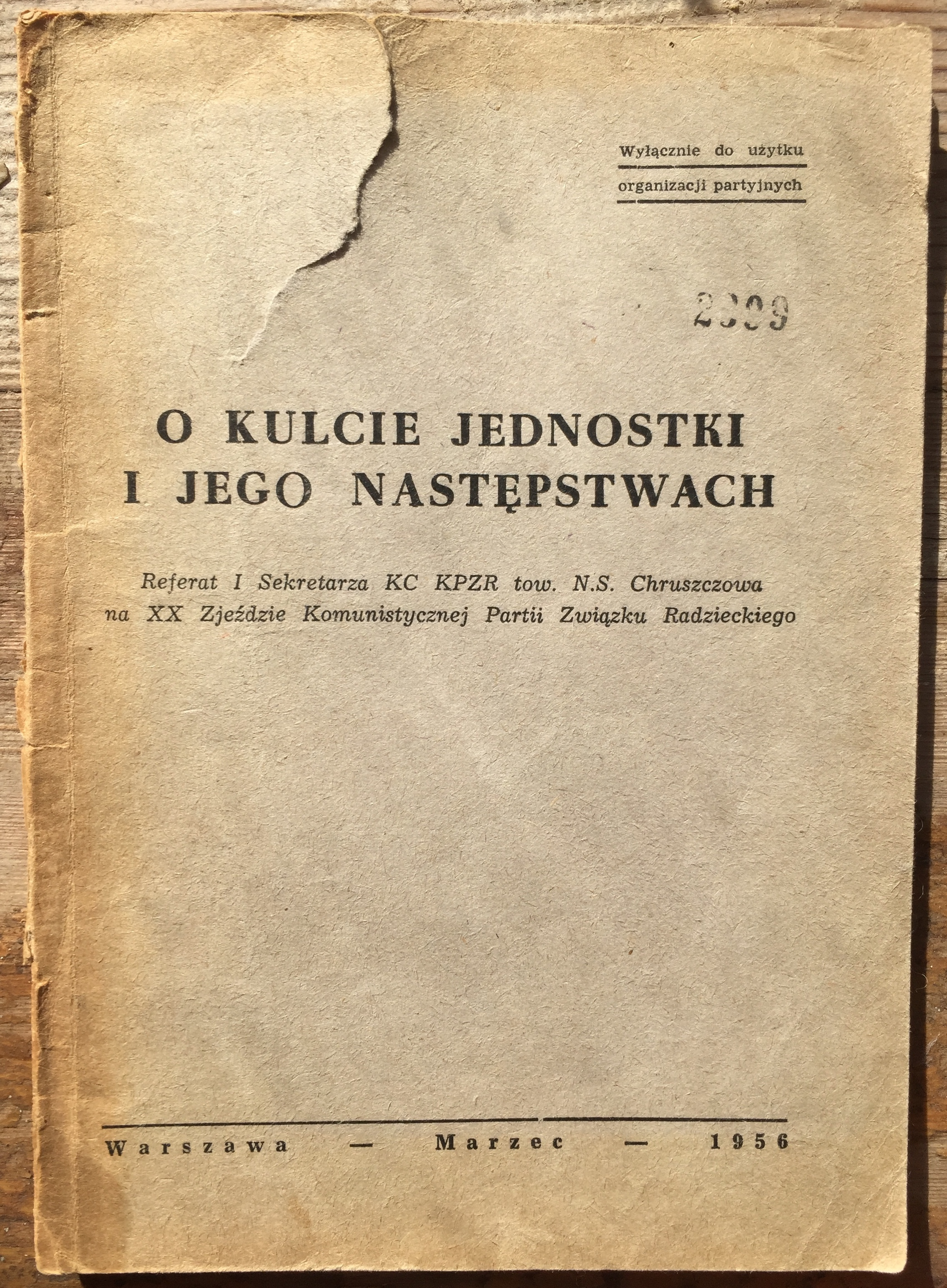
《O kulcie jednostki i jego następstwach》라는 제목으로 출판된 폴란드 통일노동자당의 비밀 연설 초판.

"개인숭배와 그 결과들에 대하여"(러시아어: «О культе личности и его последствиях»)은 소련의 제1서기 니키타 흐루쇼프가 1956년 2월 25일 소련 공산당 제20차 대회에서 한 연설을 가리킨다. 흐루쇼프의 연설은 사망한 전 정부수반인 故이오시프 스탈린에 대해 강하게 비판하였는데, 특히 1930년대의 대숙청에 대해서는 표면상 공산주의를 유지하면서도 개인숭배를 조장했다며 강하게 비판했다. 이 연설은 "비밀 연설"(러시아어: секретный доклад)로도 알려져 있지만 공개적으로 진행된 연설이었기 때문에 부적절한 명칭이다.
당시 연설은 큰 충격을 주었다. 연설을 듣고 있던 사람들이 박수와 웃음으로 반응했다는 정보가 보고되기도 하였으며, 참석한 사람들 중 일부가 심정지를 겪고 일부는 스탈린의 행보 폭로의 충격으로 이후 자살했다는 정보가 보고되기도 했다. 스탈린의 "천재성"에 대한 찬사와 영구적인 칭찬을 교육받은 소련의 시민들 사이 계속되는 혼란은 1956년 3월 9일, 조지아에서 시위와 폭동으로 두드러지게 나타났다. 서방에서 그 연설은 정치적으로 조직되어 있던 공산주의자들을 황폐화시켰고, 특히 연설이 밝혀지고 몇 주 만에 미국 공산당은 3만 명 이상의 당원들을 잃었다.
이 연설은 흐루쇼프를 수정 마르크스주의자로 규정한 중화인민공화국(마오쩌둥과의 중소 분쟁)과 알바니아 사회주의 인민공화국(엔베르 호자)이 소련과 갈라서는 데에 주요한 원인으로 거론되었으며, 이로 인해 알바니아와 중화인민공화국은 레닌과 스탈린의 길에서 벗어난 소련 공산당을 비판하는 반수정주의를 결성했다.

## 배경
《개인숭배와 그 결과들에 대하여》가 발표되기 이전인 1955년 1월 31일 대숙청 진상규명위원회에 이오시프 스탈린의 범죄 행위를 조사하라는 명령이 하달되었다.
진상규명위원회는 조사에 착수했고 150만명 이상의 무고한 공산당원들이 대숙청 과정에서 박해를 받았고 그중 68만명 이상이 사망한 것으로 상부에 보고하였다.

## 비판

### 책임회피를 위한 면피성 연설
영국의 정치학자 앤 애플바움은 《개인숭배와 그 결과》가 스탈린의 범죄만 폭로했을 뿐, 흐루쇼프 본인이 저지른 범죄에 대해 침묵했다고 비판하였다. 그녀는 이 연설이 그저 흐루쇼프가 대숙청에 대한 책임을 회피하고 자신의 정적들을 제거하기 위한 수단이라고 규정했다.

### 급조 의혹
1980년대부터 많은 역사학자들은 흐루쇼프가 자신의 정치적 위상을 높이기 위해 의도적으로 스탈린을 폄하했다는 의문을 제기하였다.
방글라데시의 석학 AM. 암자드는 이 연설이 발표되기 이전부터 소련에서 스탈린의 실수를 상회할 충분한 조치가 이루어졌다고 보았으며, 흐루쇼프의 행동을 매우 불필요하고 무책임한 행동이라고 지적하였다.

## 같이 보기
- 반스탈린주의 좌파